# 林肯廣場

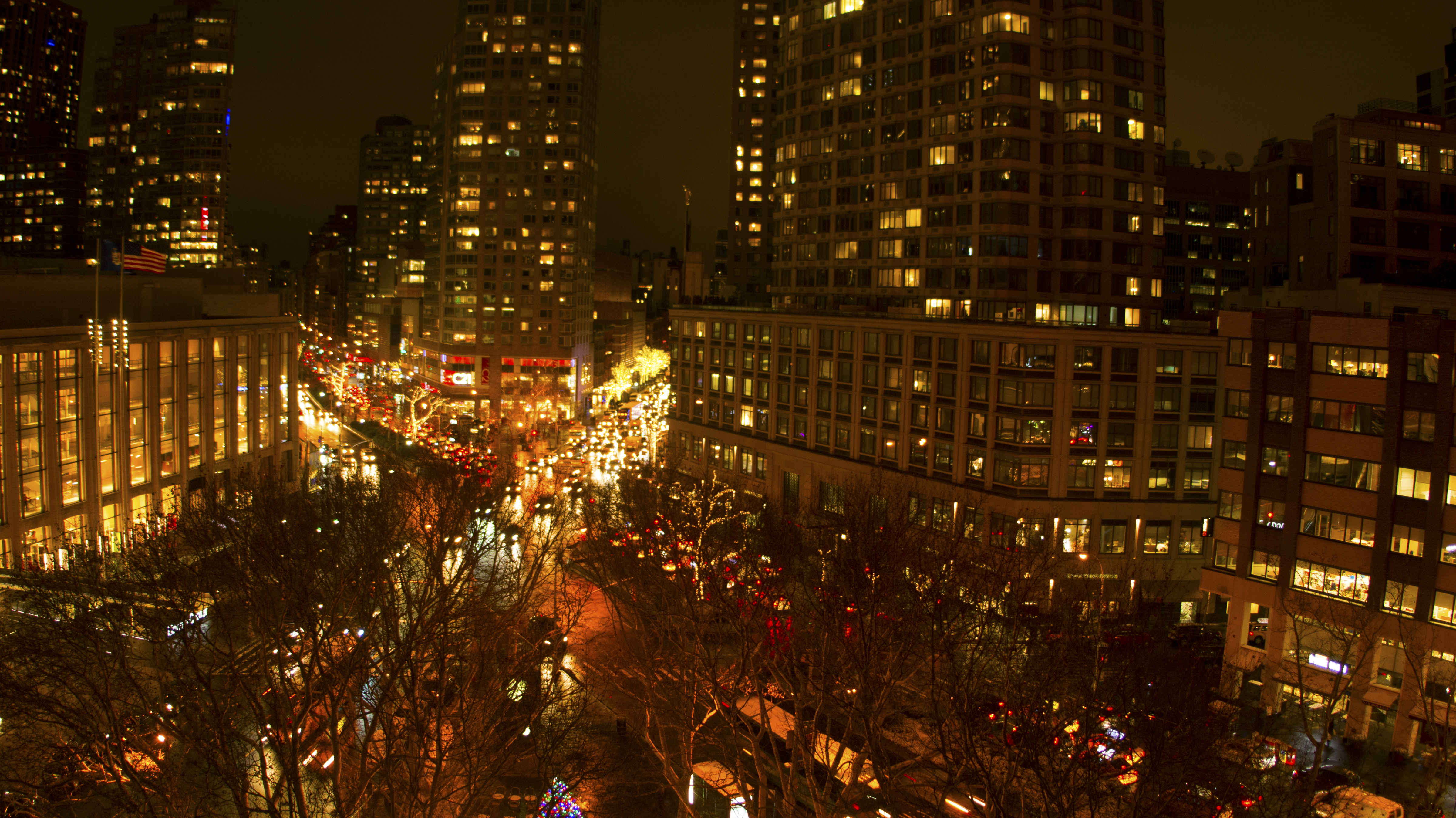
夜間的林肯廣場

林肯廣場（英語：Lincoln Square）是美國紐約市曼哈頓上西城的一個廣場，也可以指該廣場附近的地區。林肯廣場舊城聖胡安山（San Juan Hill），是紐約主要的非裔美國人聚居區之一，曾是貧民窟。20世紀中期之後，林肯廣場經歷了大幅的改造，變身為一個新的文化中心。